# Citellophilus jenissejensis
Citellophilus jenissejensis är en loppart som först beskrevs av Wagner 1902.  Citellophilus jenissejensis ingår i släktet Citellophilus och familjen fågelloppor. Inga underarter finns listade i Catalogue of Life.